# Wladimir Georgijewitsch Motschalow

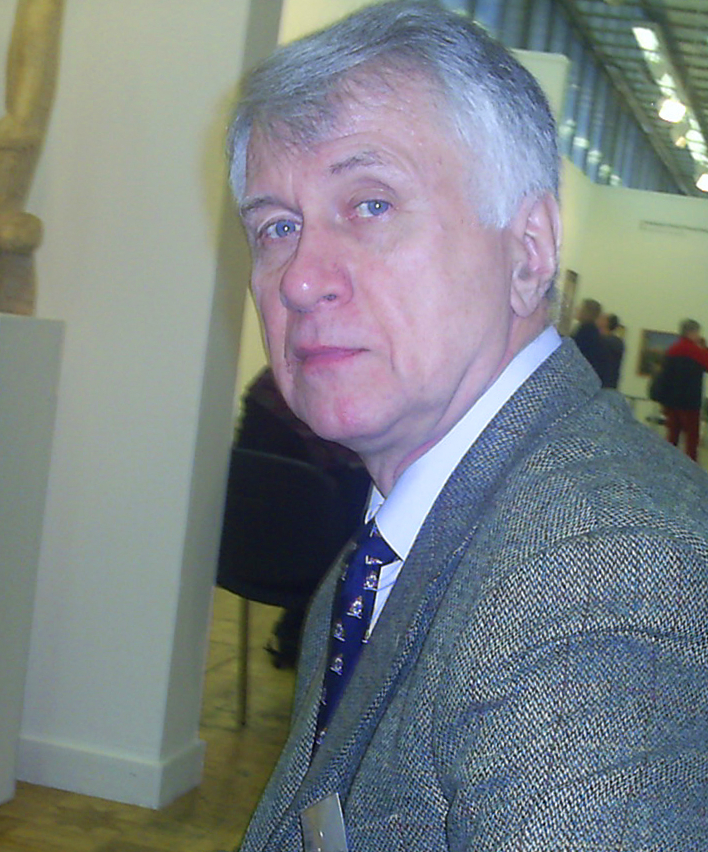
Wladimir Georgijewitsch Motschalow

Wladimir Georgijewitsch Motschalow (russisch Владимир Георгиевич Мочалов, * 21. Mai 1948 in Moskau, UdSSR) ist ein russischer Karikaturist und Grafiker.

## Leben
Von 1960 bis 1967 ging Motschalow in die Moskauer Mittelschule für Kunst, die an die Jh. I. Surikowa-Kunsthochschule angegliedert ist. Nach seinem Abschluss arbeitete er als Grafiker in der staatlichen Druckfabrik Gosnak (Гознак). Er war Autor für Grafiken von Briefmarken und Postkarten.
1970 begann er mit einem Fernstudium beim Moskauer Polygraphischen Institut, das er 1976 beendete. Während des Studiums fing er an, Karikaturen zu zeichnen. Seine erste Zeichnung wurde 1973  im russischen Satiremagazin „Krokodil“ (Крокодил) veröffentlicht. 1978 bekam er eine Einladung von „Krokodil“, als technischer Redakteur zu arbeiten. 1979 übernahm er die Stellvertretung des Hauptmalers im „Krokodil“. Von 1984 bis 2000 arbeitete er dort als Hauptmaler und Mitglied des Redaktionskollegiums. 1999 wurde er zum stellvertretenden Chefredakteur berufen. Während seiner Zeit beim „Krokodil“ bekam er mehrmals Preise für das beste Werk des Jahres.
Neben seiner Arbeit für „Krokodil“ war er Karikaturist und Layouter für die russischen Zeitungen „Izvestia“, „Sobesednik“ und „Nowoe wremja“.
Im Jahr 2000 stellten die neuen Besitzer das Satiremagazin „Krokodil“ aus finanziellen Gründen ein und entließen alle Mitarbeiter.
Von 2000 bis 2006 arbeitete Motschalow als künstlerischer Redakteur der Zeitschrift „Nowoe wremja“ und als Karikaturist und Designer in der Zeitung „Nowoe russkoe slowo“.
2009 bis 2013 gestaltete Motschalow die Fernsehsendung „Multlitschnosti“ mit. Für die Sendung wurde ein Trickfilm über bekannte Persönlichkeiten aus Politik und Kultur gemacht. Er zeichnete die Personen. Anschließend wurden aus den Zeichnungen 3D-Trickfilmfiguren gemacht.

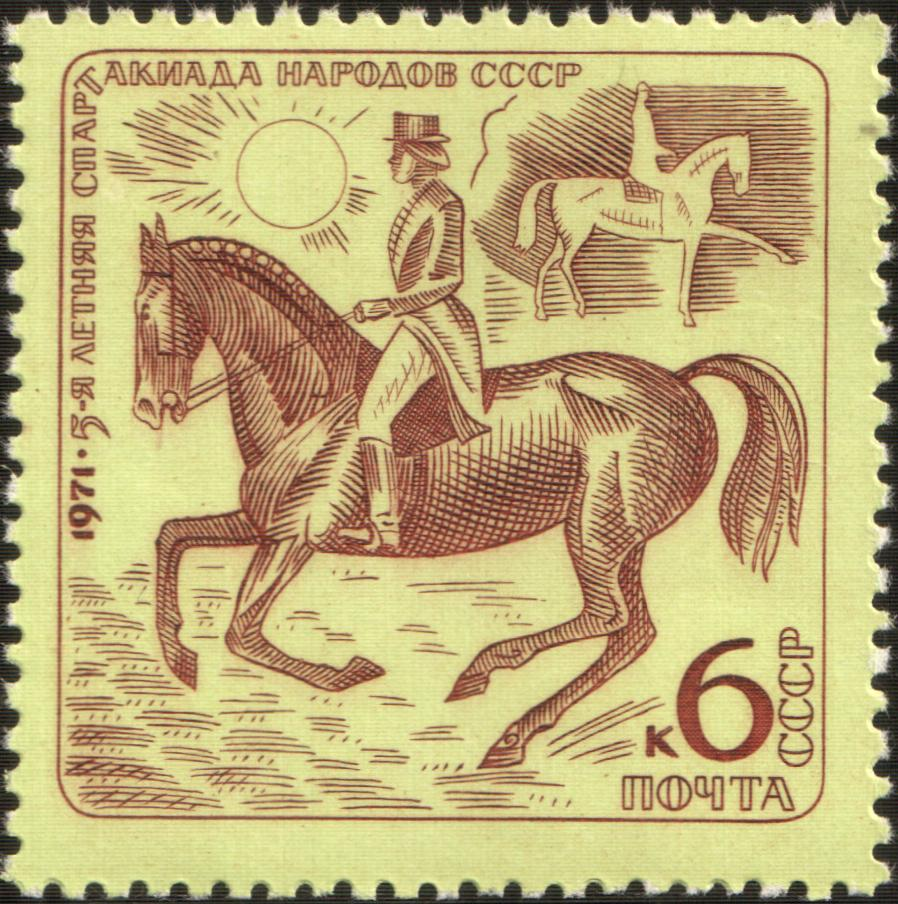
Briefmarke 1971

### Auszeichnungen
1993 hat Wladimir Motschalow einen persönlichen Dankesbrief vom  Präsidenten der USA, Bill Clinton, für ein politisches Porträt bekommen.
1997 gelang ihm ein Rekord im Schnellzeichnen. Er malte 111 Porträts innerhalb einer Stunde und erzielte dabei große Ähnlichkeit zu den abgebildeten Personen.

## Ausstellungen
Ständiger Teilnehmer der jährlichen Ausstellung für Grafik, Malerei und Karikatur in der Russischen Föderation und im Ausland.